# Agrotis turbans
Agrotis turbans är en fjärilsart som beskrevs av Otto Staudinger 1888. Agrotis turbans ingår i släktet Agrotis och familjen nattflyn. Inga underarter finns listade i Catalogue of Life.

## Bildgalleri

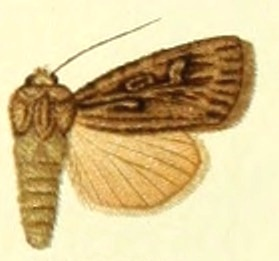